# コンポート

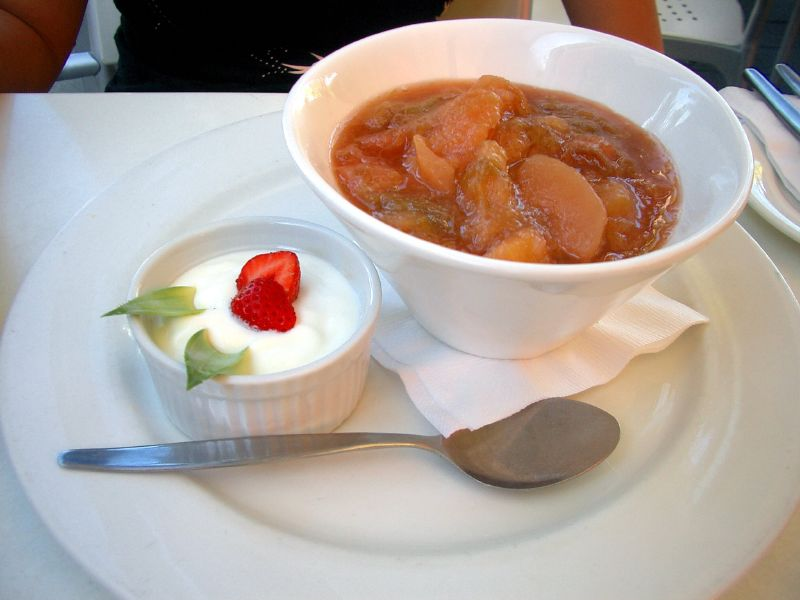
ルバーブとリンゴのコンポート（右の皿）

コンポート（フランス語: compote）は、果物を水や薄い砂糖水で煮て作る、ヨーロッパの伝統的な果物の保存方法。ジャムに比べ、果実自体の食感や風味が残っており糖度も低いため、そのまま食べたり、ヨーグルト、アイスクリーム、スポンジケーキなどにしばしば添えられる。基本的にジャムにできるフルーツはコンポートにも応用できる。家庭では、果実そのものに甘みが少なく美味しく食べられないときなどにコンポートにすることが多い。
コンポートには家禽や野菜をワインで煮込んだものも含まれる。
また、果物を盛る足つきの食器。それを模した花器の名称。
ロシアのカンポット（露: компот）はノンアルコールのデザート用飲料で、果物やベリー類をシロップで煮た後、冷やして供せられる。ドライフルーツを使ったり、生の果物を使ったり、あるいは、缶詰の果物を使う場合がある。これに使用するドライフルーツのこともコンポートと呼ぶ。